# 大佐倉駅
大佐倉駅（おおさくらえき）は、千葉県佐倉市大佐倉にある、京成電鉄本線の駅である。駅番号はKS36。

## 歴史
地名は「おおざくら」であるのに対し、駅名は「おおさくらえき」である。
- 1926年（大正15年）12月9日 - 開業。
- 2006年（平成18年）12月10日 - 特急の停車駅に追加される[1]

## 駅構造
相対式ホーム2面2線を有する地上駅（京成佐倉駅管理）。2番線（成田空港方面）ホーム側に駅舎（事務室）があり、自動券売機、自動改札機がある。22時以降は駅員不在となるため、インターホン装置が設置されている。
1番線（京成上野方面）ホームへ向かうには改札内で構内踏切を渡る。2番線ホームには水洗式トイレがある。また、構内踏切に隣接して公道の踏切がある。
2000年代初めまで設置されていなかった自動改札機は、パスネット導入前に設置されたものである。駅名標は長らく国鉄式に準じたものであったが、2017年になってから最新デザイン（4か国語対応）に更新し、全てのサインが現行タイプとなっている。

### のりば
| 番線 | 路線     | 方向 | 行先                                              |
| ---- | -------- | ---- | ------------------------------------------------- |
| 1    | 京成本線 | 上り | 京成船橋・日暮里・京成上野・押上・ 都営浅草線方面 |
| 2    | 京成本線 | 下り | 京成成田・ 成田空港方面                           |

- 上表の路線名は成田空港線（成田スカイアクセス）開業後の旅客案内の名称に基づいている。
- 2025年度よりスロープの整備とバリアフリートイレの新設が盛り込まれた[3]。

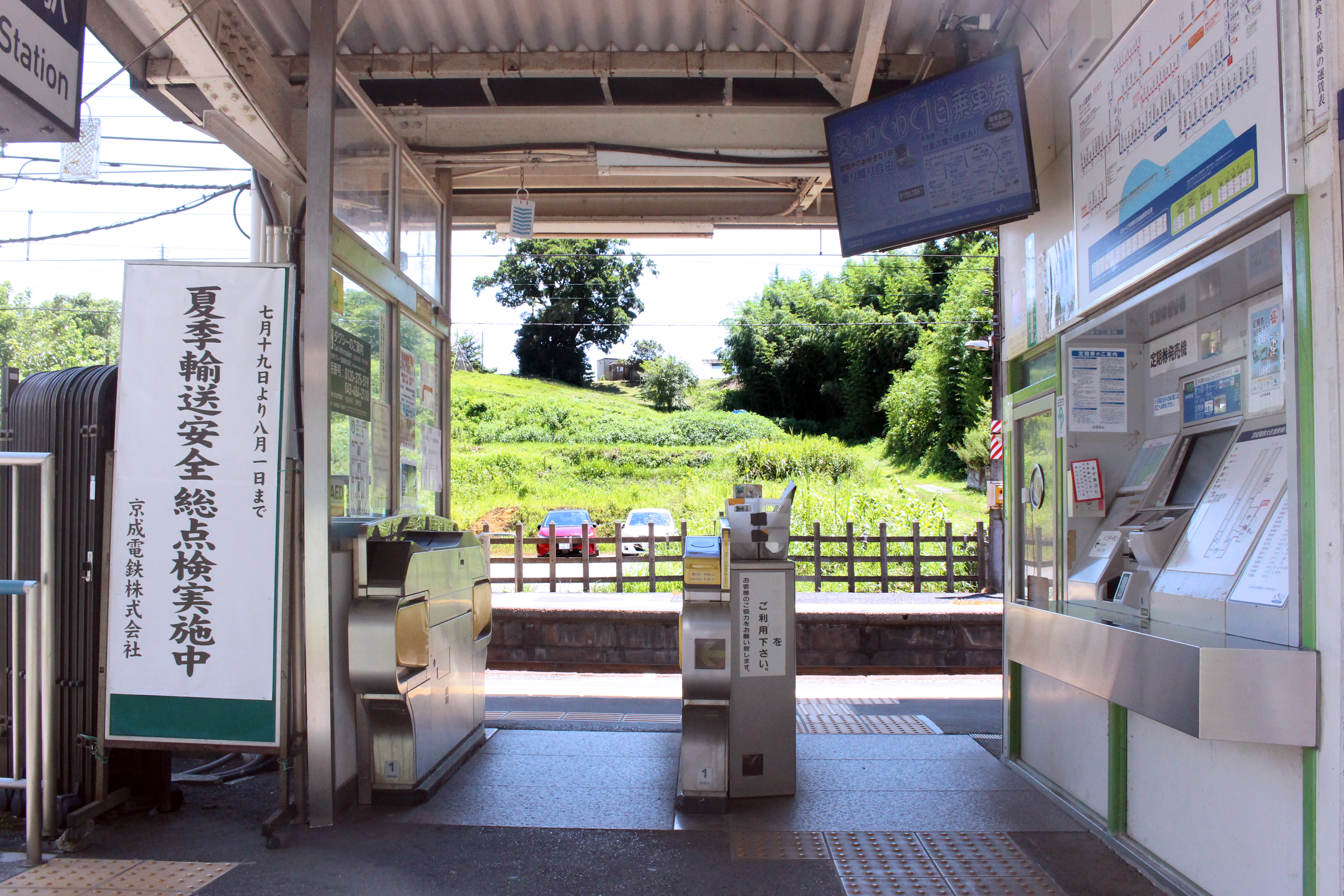
改札口（2024年7月）
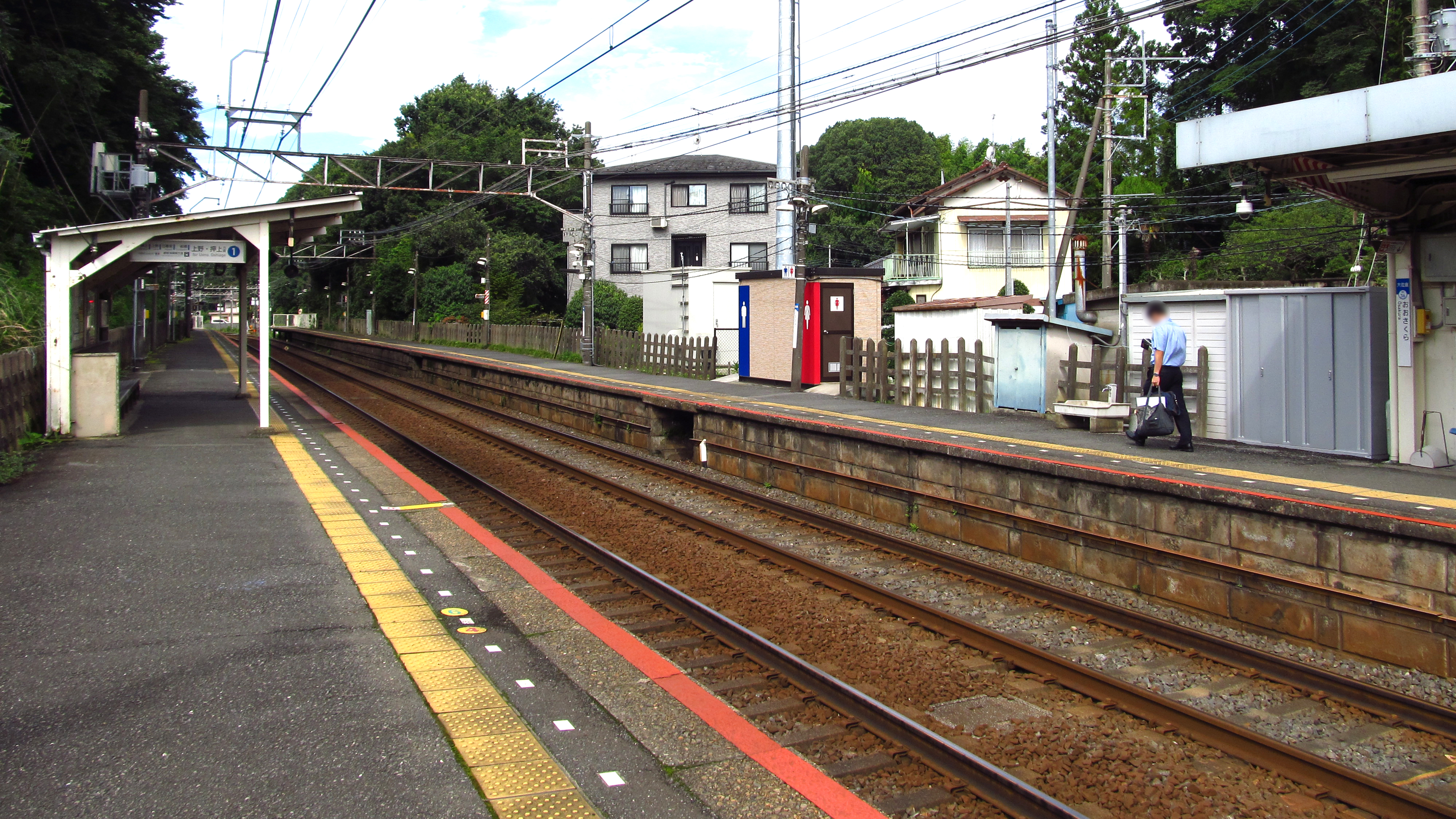
駅ホーム（2020年7月）
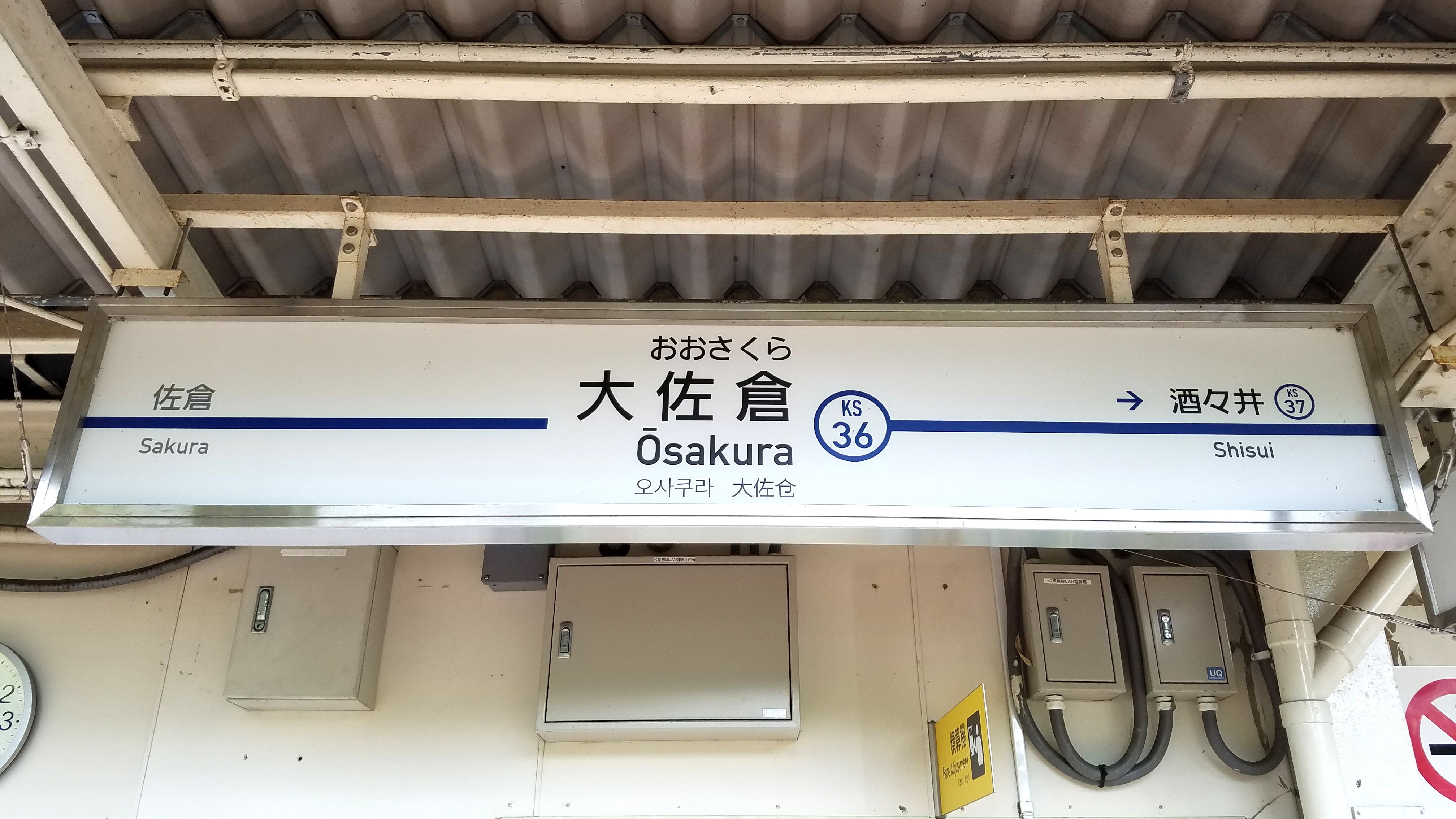
駅名標（2020年7月）

## 利用状況
2024年度の一日平均乗降人員は370人である。京成電鉄の駅では最も少ない。
近年の1日平均乗降・乗車人員の推移は下表の通りである。
| 年度               | 1日平均 乗降人員 | 1日平均 乗車人員 |
| ------------------ | ---------------- | ---------------- |
| 1976年（昭和51年） |                  | 459              |
| 1977年（昭和52年） |                  | 465              |
| 1978年（昭和53年） |                  | 452              |
| 1984年（昭和59年） |                  | 433              |
| 1985年（昭和60年） |                  | 413              |
| 1988年（昭和63年） |                  | 386              |
| 1998年（平成10年） |                  | 312              |
| 1999年（平成11年） |                  | 294              |
| 2000年（平成12年） |                  | 280              |
| 2001年（平成13年） |                  | 263              |
| 2002年（平成14年） |                  | 251              |
| 2003年（平成15年） | 515              | 243              |
| 2004年（平成16年） | 536              | 247              |
| 2005年（平成17年） | 511              | 236              |
| 2006年（平成18年） | 490              | 223              |
| 2007年（平成19年） | 488              | 227              |
| 2008年（平成20年） | 465              | 217              |
| 2009年（平成21年） | 470              | 223              |
| 2010年（平成22年） | 435              | 205              |
| 2011年（平成23年） | 423              | 200              |
| 2012年（平成24年） | 424              | 200              |
| 2013年（平成25年） | 418              | 197              |
| 2014年（平成26年） | 408              |                  |
| 2015年（平成27年） | 405              |                  |
| 2016年（平成28年） | 381              |                  |
| 2017年（平成29年） | 371              |                  |
| 2018年（平成30年） | 401              | 192              |
| 2019年（令和元年） | 402              | 193              |
| 2020年（令和02年） | 297              | 145              |
| 2021年（令和03年） | 301              | 147              |
| 2022年（令和04年） | 311              | 151              |
| 2023年（令和05年） | 343              | 167              |
| 2024年（令和06年） | 370              | 180              |

## 駅周辺

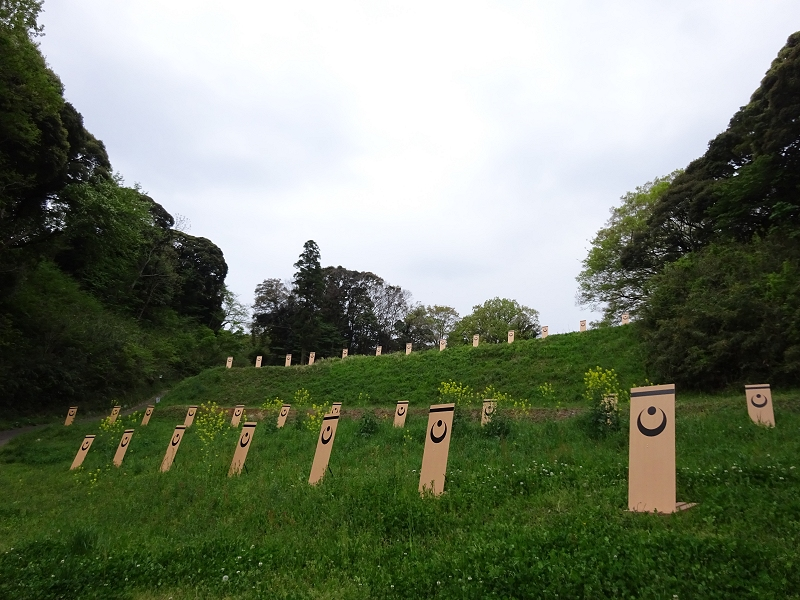
本佐倉城跡（模擬矢立）

駅周辺は台地となっており森林が広がる。この地は15世紀に千葉氏後期の城（本佐倉城）が築かれた所で社寺も多い。
駅北側（駅出入口側）には個人商店や住宅が点在し、印旛沼中央排水路周辺は干拓地が広がっている。駅南側には佐倉市営駐輪場（約100台）があり、2010年代以降小規模な造成が行われた。駅の南東、約300mの所に印旛郡酒々井町との境界線があり、国道296号が通る。駅周辺は将門町・大佐倉、南東側の窪地には酒々井町本佐倉（根古谷）がある。地形や道路事情、隣駅まで約2km圏内であることなどから駅勢圏は狭い。
- 佐倉市立佐倉東小学校
- 酒々井町立酒々井小学校
- 佐倉大蛇郵便局
- JA成田市 酒々井支所
- スーパーセンタートライアル 酒々井店
- 麻賀多神社
- 常歳山勝胤寺
- 本佐倉城跡（国指定史跡、続日本100名城）
- 向根古屋光徳院跡
- 勝胤寺中世石塔群（佐倉市指定史跡）
- 将門山大明神鳥居（佐倉市指定有形文化財）
- 佐倉カントリークラブ

## 隣の駅
京成電鉄
 本線
■快速特急
通過
■特急・■通勤特急・■快速・■普通
京成佐倉駅 (KS35) - 大佐倉駅 (KS36) - 京成酒々井駅 (KS37)